# Hamilton-Jacobi-vergelijking
In de wiskunde is de vergelijking van Hamilton-Jacobi een noodzakelijke voorwaarde voor het beschrijven van extremale meetkunde in veralgemeningen van variatierekeningproblemen. In de natuurkunde is de Hamilton-Jacobi-vergelijking een herformulering van de klassieke mechanica, en dus gelijkwaardig aan de andere formuleringen, zoals de bewegingswetten van Newton en de Lagrangiaanse- en de Hamiltoniaanse mechanica. De Hamilton-Jacobi-vergelijking is vooral handig bij het identificeren van behouden grootheden voor mechanische systemen, iets wat mogelijk is, zelfs wanneer de mechanische probleem zelf niet volledig kunnen worden opgelost.